# Hamid Kahram
Hamid Kahram, né en 1958 à Téhéran et mort le 19 mars 2020 dans la même ville, est un homme politique et vétérinaire iranien, membre du Parlement iranien représentant Ahvaz entre 2000 et 2004. Il est également directeur général du Bureau des bourses et des échanges d'étudiants au ministère des Sciences, de la Recherche et de la Technologie. 
Lors de l'élection présidentielle iranienne de 2017, Hamid Kohram est à la tête de la campagne d'Hassan Rohani dans la province du Khuzestan. 
Hamid Kohram meurt des suites d'une maladie à coronavirus 2019 le 19 mars 2020.